# Slittino ai I Giochi olimpici giovanili invernali - Singolo maschile
La gara del singolo ragazzi di slittino ai I Giochi olimpici giovanili invernali di Innsbruck 2012 si è tenuta sulla pista dell'Olympic sliding centre di Igls il 15 gennaio. Hanno preso parte a questa gara 25 atleti in rappresentanza di 19 nazioni.

## Risultato
| Pos. | Pett. | Atleta                | Nazione              | 1ª manche | 2ª manche | Totale   | Distacco |
| ---- | ----- | --------------------- | -------------------- | --------- | --------- | -------- | -------- |
|      | 10    | Christian Paffe       | Germania             | 39"737    | 39"866    | 1'19"603 |          |
|      | 7     | Riks Kristens Rozītis | Lettonia             | 39"838    | 39"968    | 1'19"806 | +0"203   |
|      | 6     | Toni Gräfe            | Germania             | 39"982    | 39"938    | 1'19"920 | +0"317   |
| 4    | 5     | Anton Dukač           | Ucraina              | 39"890    | 40"052    | 1'19"942 | +0"339   |
| 5    | 11    | Mitchel Malyk         | Canada               | 40"096    | 39"947    | 1'20"043 | +0"440   |
| 6    | 23    | Rihards Lozbers       | Lettonia             | 40"110    | 40"003    | 1'20"113 | +0"510   |
| 7    | 8     | John Fennell          | Canada               | 40"162    | 40"029    | 1'20"191 | +0"588   |
| 8    | 21    | Christian Maag        | Svizzera             | 40"130    | 40"074    | 1'20"204 | +0"601   |
| 9    | 4     | Armin Frauscher       | Austria              | 40"093    | 40"199    | 1'20"292 | +0"689   |
| 10   | 13    | Simon Kainzwaldner    | Italia               | 40"222    | 40"104    | 1'20"326 | +0"723   |
| 11   | 12    | Aleksandr Stepičev    | Russia               | 40"111    | 40"217    | 1'20"328 | +0"725   |
| 12   | 1     | Tucker West           | Stati Uniti          | 40"218    | 40"117    | 1'20"335 | +0"732   |
| 13   | 2     | Maksim Aravin         | Russia               | 40"203    | 40"148    | 1'20"351 | +0"748   |
| 14   | 14    | Sergey Korzhnev       | Kazakistan           | 40"236    | 40"326    | 1'20"562 | +0"959   |
| 15   | 17    | Tyler Andersen        | Stati Uniti          | 40"374    | 40"210    | 1'20"584 | +0"981   |
| 16   | 16    | Yuriy Skyba           | Ucraina              | 40"237    | 40"349    | 1'20"586 | +0"983   |
| 17   | 9     | David Gleirscher      | Austria              | 40"218    | 40"602    | 1'20"820 | +1"217   |
| 18   | 3     | Jozef Petrulak        | Slovacchia           | 40"718    | 40"493    | 1'21"211 | +1"608   |
| 19   | 18    | Alexander Ferlazzo    | Australia            | 40"849    | 40"526    | 1'21"375 | +1"772   |
| 20   | 25    | Te-An Lien            | Taipei cinese        | 41"044    | 40"856    | 1'21"900 | +2"297   |
| 21   | 15    | Aleksandar Poibrenski | Bulgaria             | 41"275    | 41"153    | 1'22"428 | +2"825   |
| 22   | 19    | Jakub Grzegorz Firlej | Polonia              | 41"243    | 41"325    | 1'22"568 | +2"965   |
| 23   | 20    | Daniel Vladut Popa    | Romania              | 41"714    | 40"894    | 1'22"608 | +3"005   |
| 24   | 24    | Kerim Catal           | Bosnia ed Erzegovina | 41"354    | 41"279    | 1'22"633 | +3"030   |
| 25   | 22    | Matheson Hill         | Nuova Zelanda        | 42"677    | 41"357    | 1'24"034 | +4"431   |

Legenda:
- Pos. = posizione
- Pett. = pettorale